# Chiesa della Purificazione di Maria Vergine (Parma, Beneceto)
La chiesa della Purificazione di Maria Vergine è un luogo di culto cattolico dalle forme neoclassiche, situato in strada Beneceto 88 a Beneceto, frazione di Parma, in provincia e diocesi di Parma; è sede di una parrocchia compresa nella zona pastorale della città.

## Storia
Il luogo di culto originario fu edificato in epoca medievale; la più antica testimonianza della sua esistenza risale al 1200, quando la cappella, dipendente direttamente dall'autorità episcopale di Parma benché posta all'interno del territorio amministrato dalla pieve di Pedrignano, fu citata in un atto datato 30 luglio.
Nel 1354 la chiesa di Santa Maria fu menzionata nell'Estimo diocesano tra le dipendenze della pieve di Pedrignano, gestita dai monaci dell'abbazia di San Giovanni Evangelista, ma nella seconda metà del secolo la giurisdizione passò alla pieve di San Prospero.
Nel 1414 l'antipapa Giovanni XXIII, dopo aver nominato Cristoforo Valeri feudatario di Beneceto, gli assegnò anche il giuspatronato sulla cappella, con l'impegno che si occupasse della ristrutturazione dell'edificio e del versamento di una quota annuale all'abbazia di San Giovanni Evangelista. Tuttavia, già l'anno seguente, conseguentemente alla deposizione di Giovanni XXIII, il beneficio fu revocato e i benedettini di San Giovanni rientrarono in possesso dei diritti sul luogo di culto.
Entro il 1564 la giurisdizione sulla cappella passò alla pieve di Ramoscello. Solo nel 1682 la chiesa fu dotata del fonte battesimale e il 17 aprile 1691 fu eretta a sede parrocchiale autonoma.
Nel 1938 il tempio fu sottoposto a lavori di ristrutturazione, che riguardarono prevalentemente la decorazione degli interni, la sostituzione del fonte battesimale marmoreo e il restauro del campanile.

## Descrizione

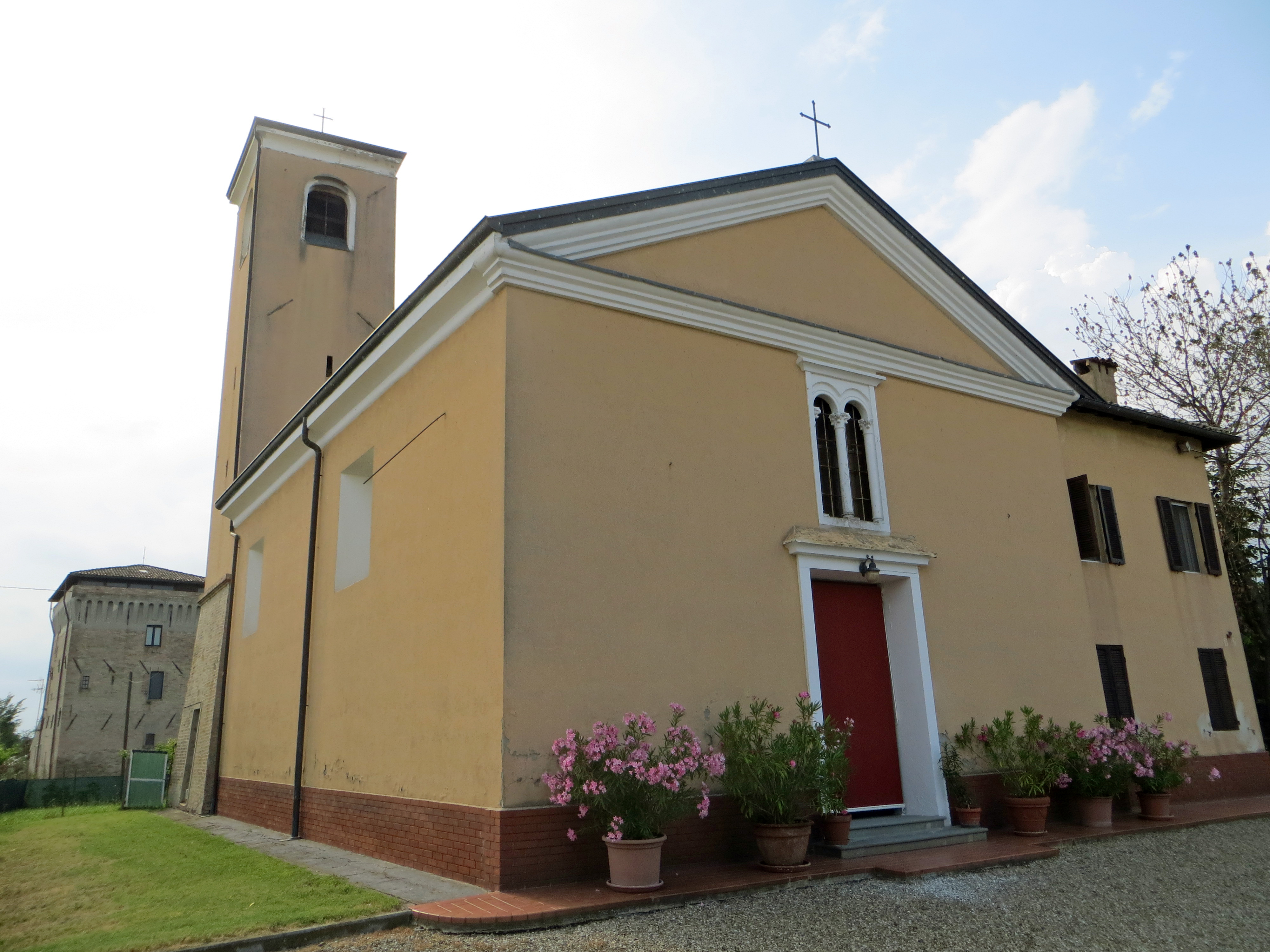
Facciata e lato sud

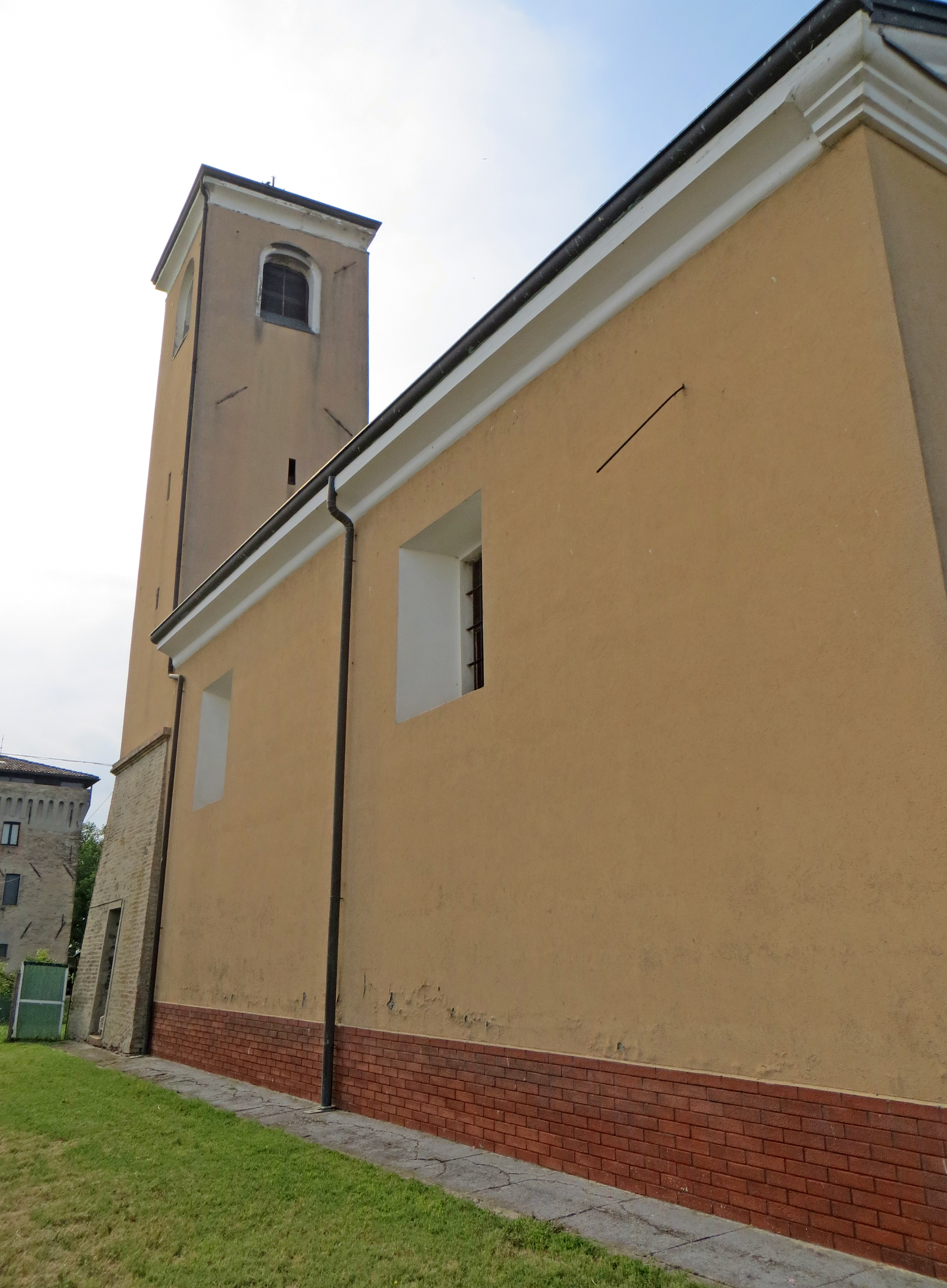
Lato sud e campanile

La chiesa si sviluppa su un impianto a navata unica, con ingresso a est e presbiterio a ovest; il lato nord è affiancato dalla canonica.
La semplice e simmetrica facciata a capanna, interamente intonacata, è caratterizzata dalla presenza nel mezzo del portale d'ingresso, delimitato da una cornice modanata e sormontato da un architrave in aggetto; più in alto si apre una bifora ad arco a tutto sesto, con colonnina centrale; a coronamento si staglia un ampio frontone triangolare con cornice modanata.
Il fianco sinistro è illuminato da due finestre rettangolari strombate in sommità; sul margine occidentale si erge il campanile su un alto basamento a scarpa; la cella campanaria si affaccia sulle quattro fronti attraverso monofore ad arco a tutto sesto.
All'interno la navata, coperta da una volta a botte decorata con affreschi raffiguranti intrecci vegetali e, all'interno di medaglioni, personaggi biblici, è affiancata da un alto basamento in marmo rosso su cui si eleva una serie di lesene ioniche a sostegno del cornicione perimetrale.
Il presbiterio, lievemente sopraelevato, è preceduto dall'arco trionfale; l'ambiente, chiuso superiormente da una volta a botte, ospita l'altare maggiore in pietra, aggiunto tra il 1980 e il 1990; sul fondo, tra due monofore ad arco ogivale, si staglia la pala raffigurante il Riposo durante la fuga in Egitto, realizzata nella prima metà del XVIII secolo.